# Dinastia Teodosiană

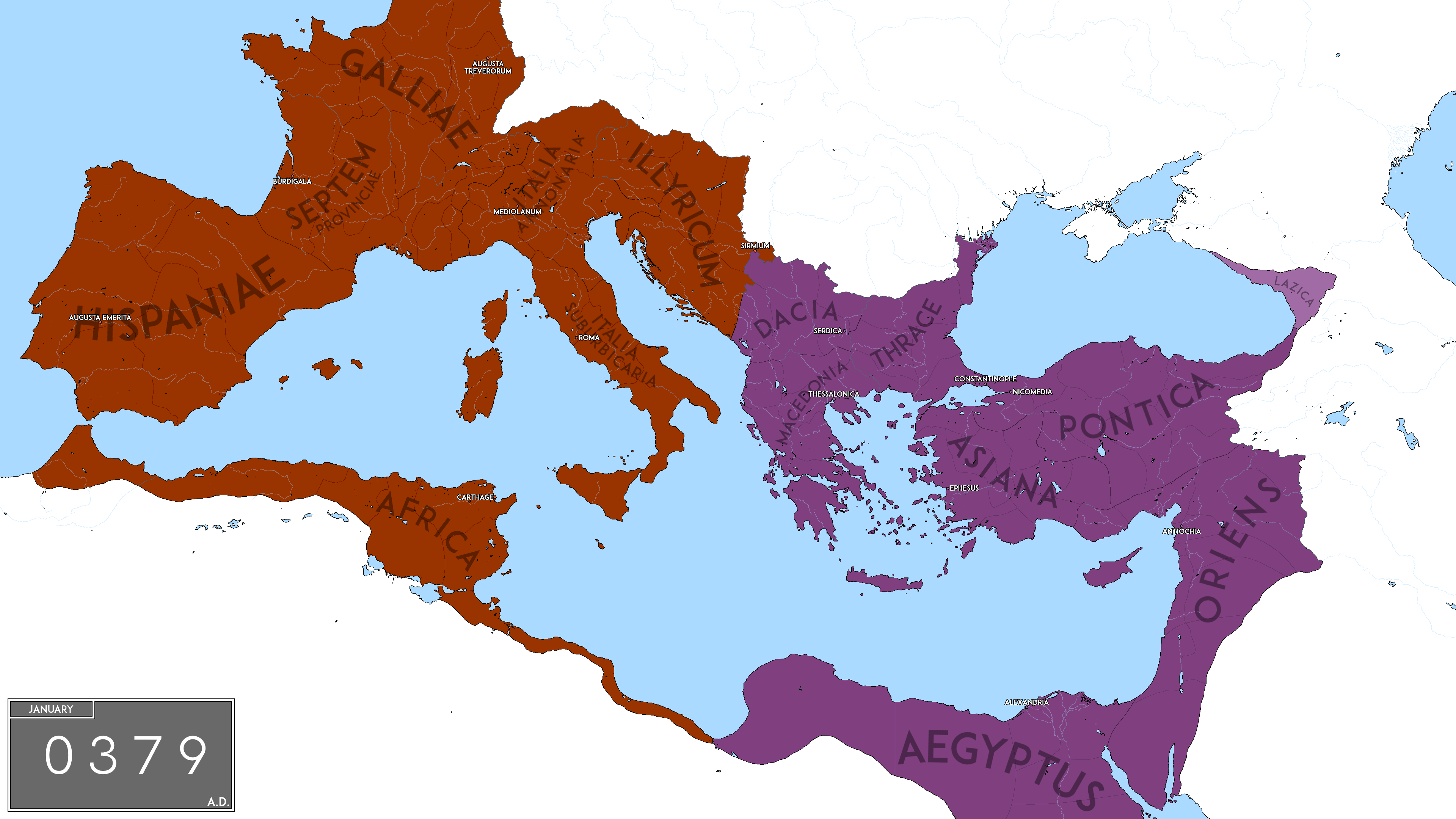
Imperiul Roman la inceputul domniei lui Teodosiu I.

Dinastia Teodosiană a fost o familie care a domnit în Imperiul Roman de Răsărit între 379 și 457 și în Imperiul Roman de Apus între 392 și 455 (din 425 în ramură colaterală și cu întrerupere între 423 și 425). În timpul acestei dinastii, Imperiul Roman a fost unificat pentru ultima oară (394–395) și a suferit de pe urma unor mari invazii barbare (goți, vandali, huni etc.). Primul membru cunoscut al acestei familii este Theodosiu cel Bătrân (secolul al IV-lea), tatăl lui Teodosiu I.
Împărații acestei familii au fost:
- în Imperiul Bizantin:
  - Teodosiu I (379–395)
  - Arcadius (383–408, fiul lui Teodosiu I)
  - Teodosiu al II-lea (408–450, fiul lui Arcadius)
  - Pulcheria (408–441, 450; fiica lui Arcadius)
  - Marcian (450–457, soțul Pulcheriei)
- în Imperiul Roman:
  - Teodosiu I (394–395)
  - Honorius (395–423, fiul lui Teodosiu I)
  - Constanțiu al III-lea (421, cumnatul lui Honoriu)
  - Valentinian al III-lea (425–455, fiul lui Constanțiu al III-lea)

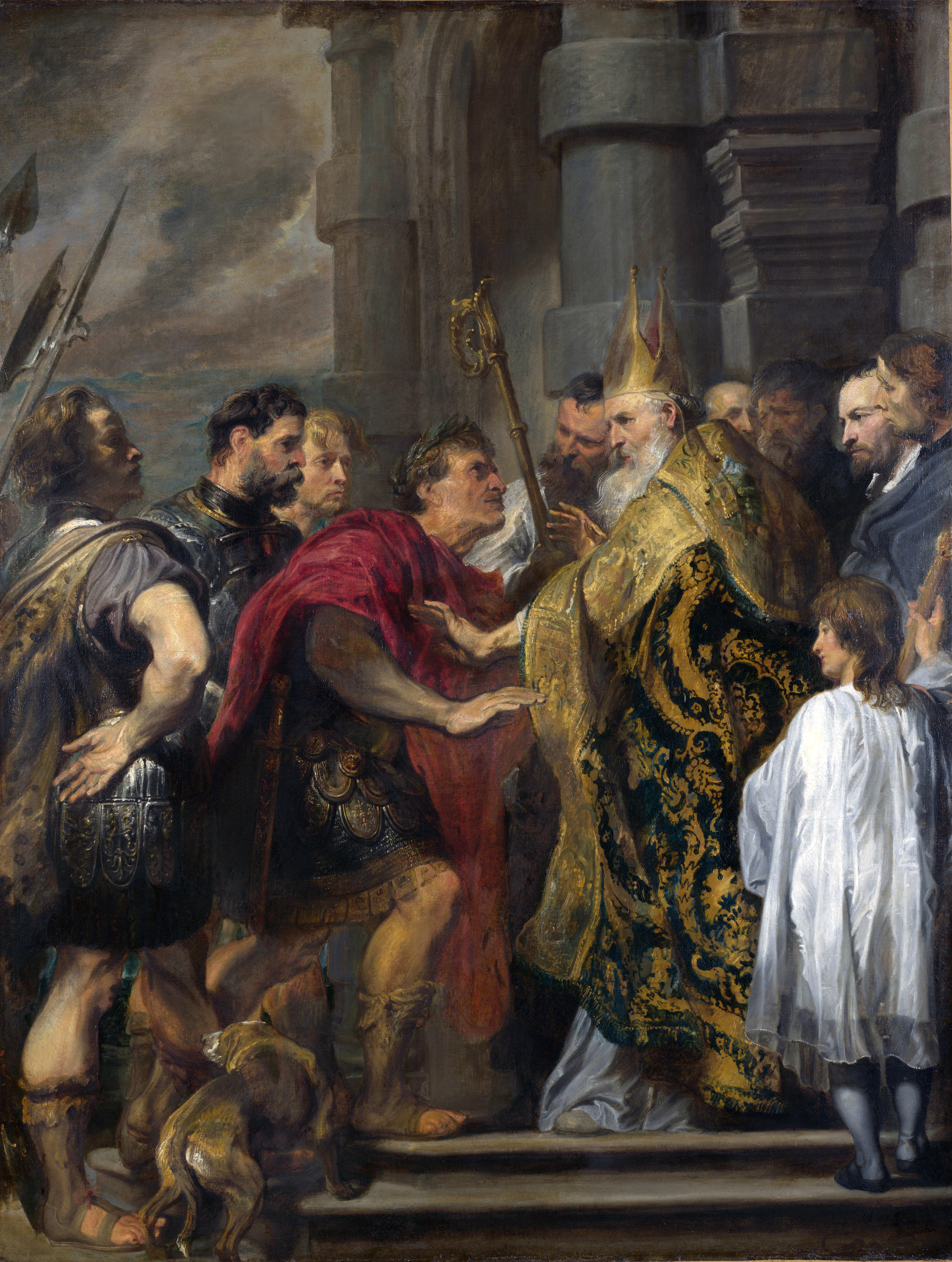
Sfântul Ambrozie și Teodosiu I, pictură de Anthony van Dyck (1599–1641)